# 워싱턴 스피릿
워싱턴 스피릿(영어: Washington Spirit)은 내셔널 위민스 사커 리그에 참가하는 여자 축구팀이다. 연고지는 미국 메릴랜드주 보이드이다.

## 역대 선수
- 헤일리 래소